# Willem Breuker

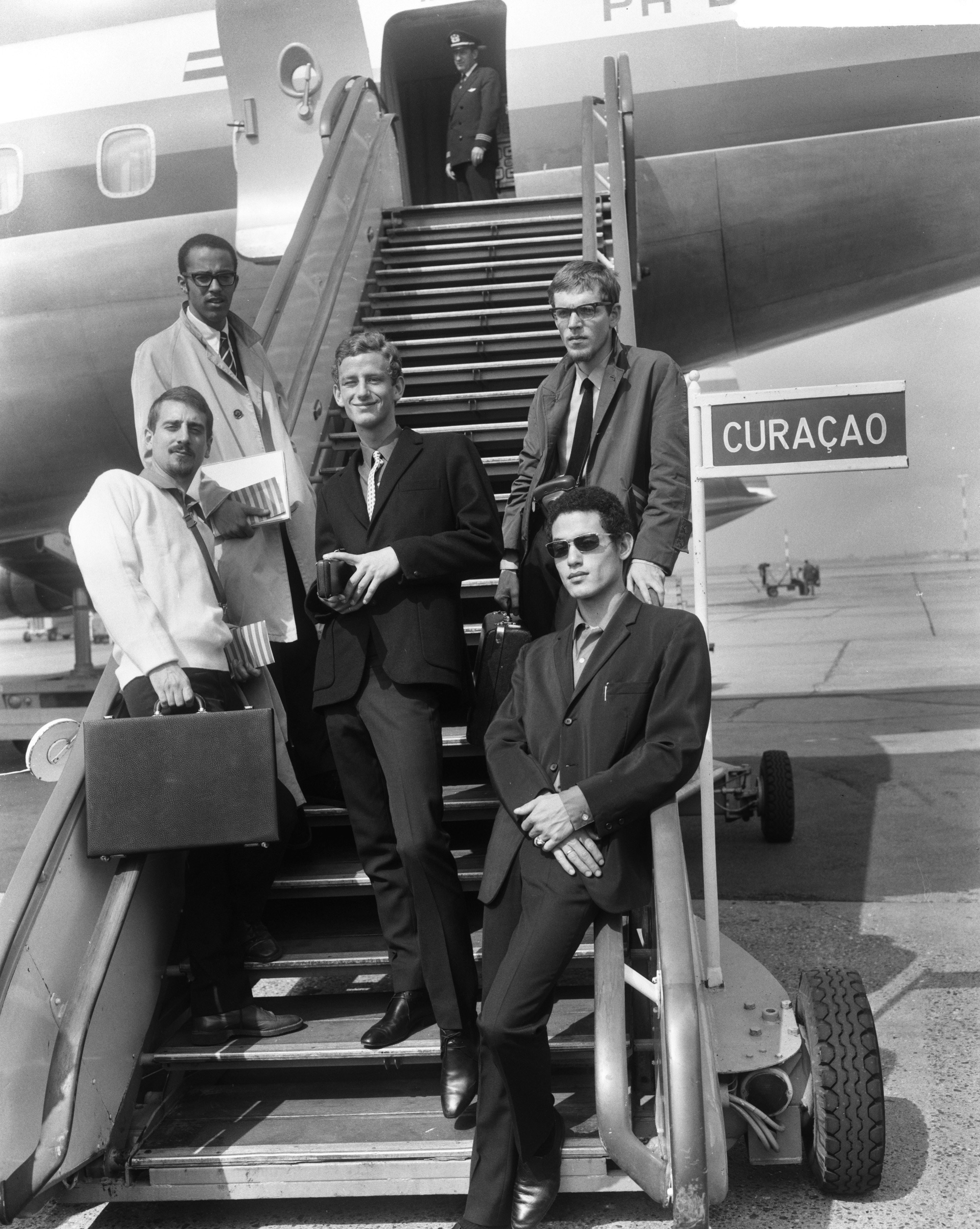
Free Jazz Inc.
Willem Breuker in augustus 1965 (rechts, met stropdas)

Willem Breuker (Amsterdam, 4 november 1944 – aldaar, 23 juli 2010) was een Nederlands componist en saxofonist die beschouwd wordt als de peetvader van de Nederlandse geïmproviseerde muziek. Zijn werk houdt het midden tussen klassieke muziek en jazz en heeft enige affiniteit met de Haagse School rondom Louis Andriessen. Hij wordt vaak geassocieerd met het culturele verzet van de jaren 60.

## Leven
Breuker werd geboren in Amsterdam. Als kind leerde hij klarinet spelen; later ging hij ook verschillende saxofoons bespelen. Hier ontwikkelde Breuker al een sterke afkeer van muziektheorie en oefenen, en een voorliefde voor spontaniteit. Zo kwam hij begin jaren zestig in de jazzwereld terecht. Hij beoefende de streng-experimentele free jazz met zijn vijfmanscombo Free Jazz Inc., waar hij echter kort na de oprichting in 1965 weer uitstapte, omdat hij, hoewel zelf ook links, de mede-comboleden wel erg politiek geëngageerd vond; zozeer dat dit hun idee van de muziek zou overschaduwen.
In 1966 kwam hij in de finale van het Loosdrechts Jazz Concours met een experimenteel stuk: Litanie voor de 14e juni 1966, refererend aan het Bouwvakkersoproer. De finale werd op televisie uitgezonden en vestigde Breukers naam. Hij trad enkele keren op in de bigband van Boy Edgar, die echter zijn composities niet accepteerde. Hij speelde tevens in het meer vooruitstrevende orkest van Günter Hampel. In 1967 richtte Breuker met geestverwanten Misha Mengelberg en Han Bennink de Instant Composers Pool op. Uit een korte samenwerking met Louis Andriessen werd het Orkest De Volharding geboren, waar Breuker in 1974 werd uitgezet: hij was het niet eens met het idioom.
In dat jaar richtte hij zijn eigen groep op: het Willem Breuker Kollektief. Hierin kreeg elke musicus een evenwaardige plaats als solist en was er steeds ruimte voor zeggenschap over wat er gespeeld werd. Breukers ideaal was het gezelschap onafhankelijk te maken van subsidie, waarin hij niet slaagde. Vanaf eind 1976 organiseerde Breuker de Klap op de Vuurpijl, een muziekavond die steeds rond Oud en Nieuw georganiseerd werd om het culturele vacuüm in die periode op te vullen. Deze traditie heeft het orkest sindsdien met succes volgehouden.
De stijl van Breuker en zijn groep is eclectisch: er worden elementen van klassieke muziek, jazz, popmuziek, wereldmuziek enz. in vermengd tot een geheel waarin iedere speler zijn stem heeft. Onvoorspelbaarheid staat hoog in het vaandel en Breuker laat graag bewust "foute" noten in zijn stukken voorkomen, waarop de solisten dan weer kunnen voortborduren. De componist omschreef zijn muziek graag als 'mensen-muziek': de spelers zijn er niet om een opgelegd werk uit te voeren, maar creëren het in hoge mate zelf.
Breuker was de levenspartner van de Nederlandse actrice Olga Zuiderhoek. Hij overleed op 65-jarige leeftijd na een kort ziekbed aan longkanker. Hij werd begraven op De Nieuwe Ooster; op verzoek van Zuiderhoek maakte Marinus Boezem een beeldhouwwerk voor het Grafmonument van Willem Breuker. Amsterdam eerde op 10 januari 2014 de componist met de Willem Breukerbrug; de brug droeg al zijn naamplaat maar stond tot dan toe bekend als de Zouthavenbrug.

## Composities (selectie)

### Werken voor orkest of blazersensemble
- 1971 – Denk toch aan moeder: voor orkest
- 1971 – Inserzione
- Beauty: voor strijkorkest
- 1979 – Gelijk oversteken
- 1987 – Aanpakken en wegwezen: voor het Nederlands Studenten Orkest
- 1991 – Onleesbaar III: voor het Ricciotti Ensemble
- 1992 – De Thuiskomst
  1. Na 8 jaar detentie
  2. Voor een dichte deur (sleutels vergeten)
  3. Wat een bende (een kleine woordenwisseling, ik ga maar weer)

### Kamermuziek
- Bobbert: voor twee altsaxen
- Fascinating Appie: voor twee violen, fluit, gitaar en piano, basinstrument en slagwerk ad lib
- François le Marin: voor klarinet, trompet, fluit, altsax, trombone, piano en slagwerk
- Slaapliedje: voor koperkwintet (twee trompetten, hoorn, trombone en tuba)
- Strijkkwartet en het zwarte goud: voor strijkkwartet
- Taibe duet: voor twee altsaxen

### Vocale muziek met orkest of instrumenten
- De boodschap: voor klarinet, tenorsax, zang, sopraansax, altsax, trombone, zang en contrabas
- Psalm 122: voor koor, orkest, chazan en draaiorgel (1996-1998)

### Muziektheater
- 1975 – Anthologie: muzikaal theaterspektakel in drie stadia, een proloog en een epiloog; voor 12 solisten, mannenkoor, 2 violen, altviool, cello, contrabas, trompet, hoorn, saxofoon, piano en slagwerker - tekst: Lodewijk de Boer
- 1977 – De knop: muziek bij een toneelstuk van Harry Mulisch voor het Holland Festival 1977; voor 3 acteurs, fluit (tevens piccolo), hobo (tevens contrabas), hobo (tevens althobo en viool), es-klarinet (tevens klarinet, altsaxofoon, tenorsaxofoon en tárogáto), lyricon (tevens slagwerk), fagot (tevens viool), fagot (tevens accordeon), 2 hoorns (tevens slagwerk), trompet (tevens slagwerk), trompet (tevens altviool), trombone (tevens cello), tuba en slagwerker
- Jona, de Nee-zegger: opera in twee actes voor solisten, koor en orkest
- 1984 – Stroman en Trawanten: muziektheater met Freek de Jonge en het volledige Willem Breuker Kollektief

### Werken voor piano
- Muziek voor Reinbert
- Valse de la bourgeoisie

### Filmmuziek
- 1975 – Keetje Tippel: film van Paul Verhoeven (additionele muziek en lied)
- 1978 - Doodzonde: film van René van Nie
- 1979 – Twee vrouwen - Twice a woman: film van George Sluizer

### Televisie
- 1977 - De BV HAAST Show (VPRO, Jaap Drupsteen)

### Overige werken
- 1967 – Lunchconcert: voor drie Amsterdamse draaiorgels
- 1968 – Music for Han Bennink: voor draaiorgel
- 1969 – Preparation to voting: voor draaiorgel
- 1970 – Een dagje ouder: voor klein draaiorgel
- 1999 – Soekarno blues: voor het gamelanensemble "Gending"

## Willem Breukerprijs
De Stichting Willem Breuker geeft sinds 2017 elke twee jaar de Willem Breukerprijs aan iemand 'in wiens of wier werk de karakteristieke kenmerken van het oeuvre van Willem Breuker naar voren komen'. De prijs bestaat uit een geldbedrag van 15.000 euro en een kunstwerk van Wim T. Schippers. Tijdens de uitreiking in november worden diverse werken van de winnaar uitgevoerd.

### Prijswinnaars
- 2017: Reza Namavar
- 2019: Nora Mulder
- 2022: Diamanda La Berge Dramm; Mike Fentross & Maarten Ornstein
- 2024: Kika Sprangers; Extra Prijs voor Heleen Hulst & Gerard Bouwhuis[6]

## Publicaties
- Françoise en Jean Buzelin: Willem Breuker; maker van mensenmuziek. Centrum Nederlandse Muziek/Walburg Pers, 1994.